# Michael Larrabee
Michael Denny ("Mike") Larrabee - (Ventura, California; 2 de diciembre de 1933 - Santa Maria, California, 22 de abril de 2003) fue un atleta estadounidense que ganó dos medallas de oro en los Juegos Olímpicos de Tokio 1964, en 400 metros lisos y relevos 4 x 400 metros.
Comenzó a destacar como atleta en su época adolescente. Gracias a sus cualidades, obtuvo una beca para estudiar y competir en la Universidad de California del Sur, donde se graduaría como geólogo en 1955. Sin embargo su carrera atlética se vio alterada por una serie de lesiones que le impidieron explotar todo su potencial e incluso le hicieron abandonar el deporte durante un tiempo.
Esto fue hasta que adoptó un nuevo sistema de entrenamiento, y ya con 30 años cumplidos, regresó en 1963 con la mirada puesta en los Juegos Olímpicos de Tokio 1964.
1964 sería su gran temporada. En las pruebas de clasificación para los Juegos de Tokio, celebradas en Los Ángeles, logró igualar el récord mundial de los 400 metros con 44,9 imponiénose a Ulis Williams y Ollan Cassel.
Ya en los Juegos de Tokio, Larrabee consiguió la medalla de oro olímpica después de realizar una gran remontada, ya que a mitad de carrera solamente ocupaba la quinta posición. Al final ganó con una marca de 45,1 por delante del triniteño Wendell Mottley (plata con 45,2) y del polaco Andrzej Badenski (bronce con 45,6).
Además, logró otra medalla de oro con el equipo estadounidense de relevos 4 x 400 metros, que estableció un nuevo récord mundial con 3:00,7 y venció por delante de Gran Bretaña y Trinidad & Tobago. El cuarteto lo formaban por este orden Ollan Cassell, Mike Larrabee, Ulis Williams y Henry Carr.
Después de los Juegos de Tokio se retiró del atletismo. Trabajó como profesor de matemáticas, creó una empresa distribuidora de bebidas con su hermano y fue agente comercial de la compañía de ropa deportiva Adidas. Además se mantuvo en buena forma física ya que era muy aficionado a practicar todo tipo de deportes, como el esquí, la escalada o el tenis.
En 2001 le fue diagnosticado un carcer pancreático en estado avanzado. Pese a que los médicos le dieron pocas semanas de vida, continuó luchando contra la enfermedad durante bastante tiempo, falleciendo finalmente el 22 de abril de 2003 en su casa de California.
En diciembre de 2003 fue incluido póstumamente en el Salón de la Fama del atletismo estadounidense.